# Georg von Wangenheim (Wirtschaftswissenschaftler)
Georg von Wangenheim (* 11. Februar 1963) ist ein deutscher Wirtschaftswissenschaftler.

## Leben und Wirken
Von 1982 bis 1991 studierte er Volkswirtschaftslehre und Rechtswissenschaft an der Universität des Saarlandes, der University of Michigan, Ann Arbor und der Albert-Ludwigs-Universität Freiburg (1988 Diplomprüfung im Fach Volkswirtschaftslehre am Fachbereich Wirtschaftswissenschaften der Universität des Saarlandes, 1991 erstes juristisches Staatsexamen in Freiburg im Breisgau). Nach der Promotion 1994 zum Doctor rerum politicarum im Fach Volkswirtschaftslehre durch die Volkswirtschaftliche Fakultät der Albert-Ludwigs-Universität Freiburg und der Habilitation 2002 im Fach Volkswirtschaftslehre am Fachbereich Wirtschaftswissenschaften der Universität Hamburg ist er seit 2005 Professor für Grundlagen des Rechts, Privatrecht und Ökonomik des Zivilrechts am Fachbereich Wirtschaftswissenschaften der Universität Kassel.

## Schriften (Auswahl)
- Die Evolution von Recht. Ursachen und Wirkungen häufigkeitsabhängigen Verhaltens in der Rechtsfortbildung. Tübingen 1995, ISBN 3-16-146384-6.
- Games and public administration. The law and economics of regulation and licensing. Cheltenham 2004, ISBN 1-84376-756-2.
- mit Christian Schubert (Hg.): Evolution and design of institutions. London 2006, ISBN 0-415-37531-2.
- mit Thomas Eger, Jochen Bigus und Claus Ott (Hg.): Internationalisierung des Rechts und seine ökonomische Analyse – Internationalization of the Law and its Economic Analysis. Festschrift für Hans-Bernd Schäfer zum 65. Geburtstag. Wiesbaden 2008, ISBN 3-8350-0877-3.